# Death Metal (album Dismember)
Death Metal – czwarty album szwedzkiej grupy muzycznej Dismember. Wydawnictwo ukazało się 8 sierpnia 1997 roku nakładem wytwórni muzycznej Nuclear Blast. Nagrania zostały zarejestrowane w Sunlight Studios pomiędzy październikiem a grudniem 1996 roku. 

## Lista utworów
Opracowano na podstawie materiału źródłowego.
1. "Of Fire" (David Blomqvist, Richard Cabeza, Matti Karki) – 3:41
2. "Trendkiller" (Fred Estby) – 2:11
3. "Misanthropic" (Cabeza, Estby, Karki) – 2:59
4. "Let the Napalm Rain" (Estby, Karki) – 3:27
5. "Live for the Fear (Of Pain)" (Blomqvist, Estby, Robert Senneback) – 2:36
6. "Stillborn Ways" (Estby) – 4:15
7. "Killing Compassion" (Estby, Senneback) – 1:49
8. "Bred for War" (Blomqvist, Estby, Karki) – 4:19
9. "When Hatred Killed the Light" (Cabeza, Estby, Karki) – 3:31
10. "Ceremonial Comedy" (Blomqvist, Estby, Karki) – 3:25
11. "Silent Are the Watchers" (Blomqvist, Cabeza, Karki) – 3:54
12. "Mistweaver" (Blomqvist, Estby, Karki) – 4:07

## Twórcy
Opracowano na podstawie materiału źródłowego.
| - Matti Kärki - wokal prowadzący, koncepcja oprawy graficznej - David Blomqvist - gitara prowadząca - Robert Sennebäck - gitara rytmiczna - Richard Cabeza - gitara basowa, koncepcja oprawy graficznej - Fred Estby - perkusja, produkcja muzyczna, inżynieria dźwięku, miksowanie | - Tomas Skogsberg - obsługa techniczna - Anders Lindström - realizacja nagrań - Peter In De Betou - mastering - Alvaro Tapia - oprawa graficzna - Moonbase 99 Studio - zdjęcia |